# Тетум (мова)
Тетум (тетун) — австронезійська мова, державна мова і одна з двох офіційних мов Східного Тимору.
На деякі діалекти тетуму справила значний вплив португальська мова — друга офіційна мова країни. Особливо цей вплив помітно в області лексики та деяких аспектах граматики.

## Про назву
Написання «tetum» з -m походить із португальської орфографії, позаяк у самому тетумі це слово пишеться через - n. Через це деякі вважають варіант тетун підхожішою формою. «Тетун» використовується деякими носіями мови (у тому числі Жозе Рамуш-Орта і Карлос Філіп Хіменес Біло), і збігається з індонезійським написанням. Проте написання з «м» має довшу традицію.

## Лінгвогеографія / Сучасне становище

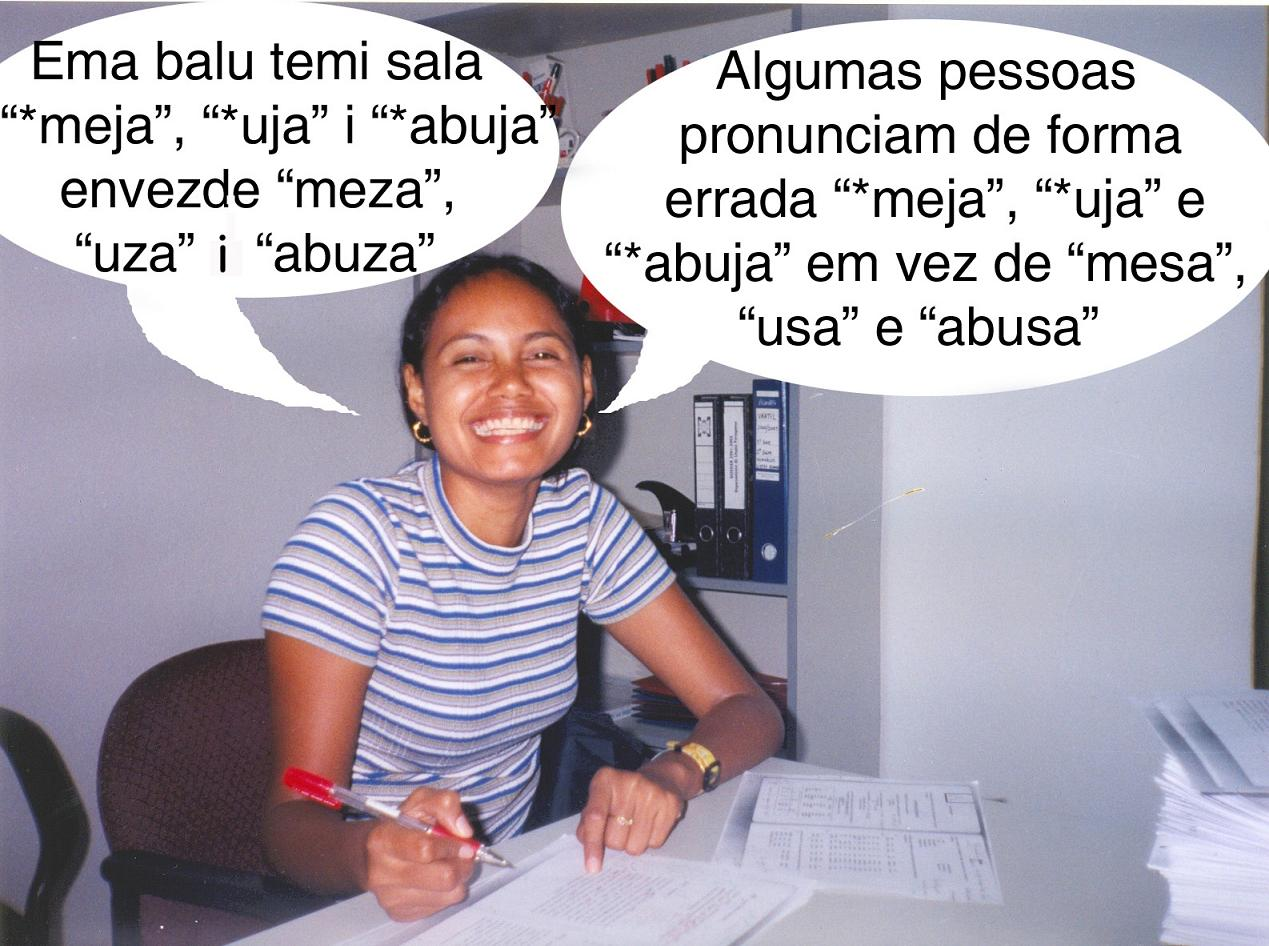
тетум (ліворуч) і португальська (праворуч). З підручника португальської мови для мовців на тетумі.

## Діалекти
Тетум поділяється на чотири діалекти:
- Тетун-ділі або тетун-Праса (дослівно «міський тетум») — ним говорять у столиці країни Ділі, та околицях, у північній частині країни;
- Тетун-Терик — поширений на півдні і в південно-західних прибережних регіонах;
- Тетун-белу або белунський діалект, поширений в центральному поясі острова від протоки Омбаї до Тиморського моря і розділений між Східним і Західним Тимором (у Західному Тиморі розглядається як bahasa daerah («регіональна мова»), що не має офіційного статусу в Індонезії);
- Діалект нана'ек — у селі Метінаро, розташованої на прибережній дорозі між Ділі і Манатуто.

Тетун-белу і тетун-терик добре зрозумілі тільки в межах своїх ареалів. Тетун-Праса є діалектом, на якому говорять по всьому Східному Тиморі. Хоча португальська мова до 1975 року була офіційною мовою Португальського Тимору, тетун-Праса завжди превалював як лінгва-франка в східній частині острова.

## Орфографія
Тетум не мав офіційного статусу і підтримки ані за португальського, ані за індонезійського правління, тому стандартизована орфографія була встановлена Національним Інститутом Лінгвістики лише недавно. Незважаючи на існування стандартної орфографії, все ще широко поширені коливання в написанні. Прикладом може бути слово bainhira(«коли»), яке може писатися як bain-hira, wainhira, waihira і uaihira. Коливання між «w» і «u» відбивають вимову в деяких сільських діалектах тетун-терика.
Сучасна орфографія бере свій початок в реформі правопису, розпочатої в 1974 році Революційним фронтом за незалежність Східного Тимору (ФРЕТІЛІН), в рамках кампанії з пропаганди грамотності, а також у системі, що використовувалася католицькою церквою після прийняття тетуму як мови літургії за часів індонезійської окупації. Ці реформи включали транскрипцію багатьох португальських слів, які раніше використовувалися в оригінальному написанні, наприклад educação → edukasaun «освіта», і colonialismo → kolonializmu «колоніалізм».
Більш недавні реформи Національного Інституту Лінгвістики включають заміщення диграфів «nh» та «lh» (запозичених з португальської, де вони відповідають фонемам /ɲ/ і /ʎ/) відповідно написаннями «ñ» та «ll» (як у іспанській), щоб уникнути плутанини з поєднаннями приголосних /nh/ і /lh/, які також існують в тетумі. Тому senhor «пан» було замінено на señór, а trabalhador «робочий» — traballadór.
Деякі лінгвісти підтримують використання для цих звуків поєднань «ny» (як у каталонській і філіппінській) і «ly», однак ці варіанти були відкинуті, через схожість з індонезійської орфографією.
При цьому більшість носіїв мови фактично вимовляє ñ і ll як [i̯n] і [i̯l], а не як палатальні приголосні (як в португальській і іспанській). Таким чином, після голосного утворюється дифтонг, а після /i/ [i̯] зовсім випадає. Тому señór, traballadór вимовляються [sei̯noɾ], [tɾabai̯ladoɾ], а liña, kartilla вимовляються як [lina], [kaɾtila]. У результаті, деякі письменники використовують поєднання «in» і «il», наприклад Juinu і Juilu («червень» і «липень») (Junho і Julho у португальській).
Поряд з варіативністю транскрипції португальських запозичень, існують коливання в написанні споконвічних слів. Вони стосуються використання подвійних голосних, і апострофа для гортанної змички, наприклад boot → bot «великий» і ki'ik → kiik «маленький».

## Історія мови
У XV столітті, до прибуття португальців, тетум поширився як піджин на центральний і східний Тимор під егідою белунськомовного Королівства віха, у той час найбільш могутньої держави на острові.
Португальці (присутні на Тиморі з 1556-го) заснували більшість своїх поселень на заході, де говорили мовою атоні, і тільки після того як у 1769 столиця була перенесена з Ліфау (Окуссі) в Ділі, португальці почали просувати тетум як міжрегіональну мову своєї колонії.
Тимор був однією з небагатьох португальських колоній, де як лінгва-франка використовувалася локальна мова, а не форма португальської. Це сталося через те, що португальське правління було непрямим, а не безпосереднім. Європейці правили через місцевих королів, які прийняли католицизм і стали васалами короля Португалії.
Коли в 1975 році Індонезія окупувала Тимор, оголосивши його 27-ю провінцією республіки, використання португальської було заборонено, а індонезійська мова була проголошений єдиною офіційною мовою. Однак Римсько-католицька церква прийняла тетум як мову літургії, зробивши його основою культурної і національної самосвідомості. Після набуття Східним Тимором незалежності в 2002-му році, тетум і португальська були проголошені офіційними мовами.
На додаток до регіональних варіантів тетуму в Східному Тиморі, існують варіації лексики та вимови, частково обумовлені португальським і індонезійським впливами. Тетум, яким говорять мігранти зі Східного Тимору в Португалії, зазнав сильнішого впливу португальської, оскільки багато хто з них не отримали освіти індонезійською.

## Лінгвістична характеристика

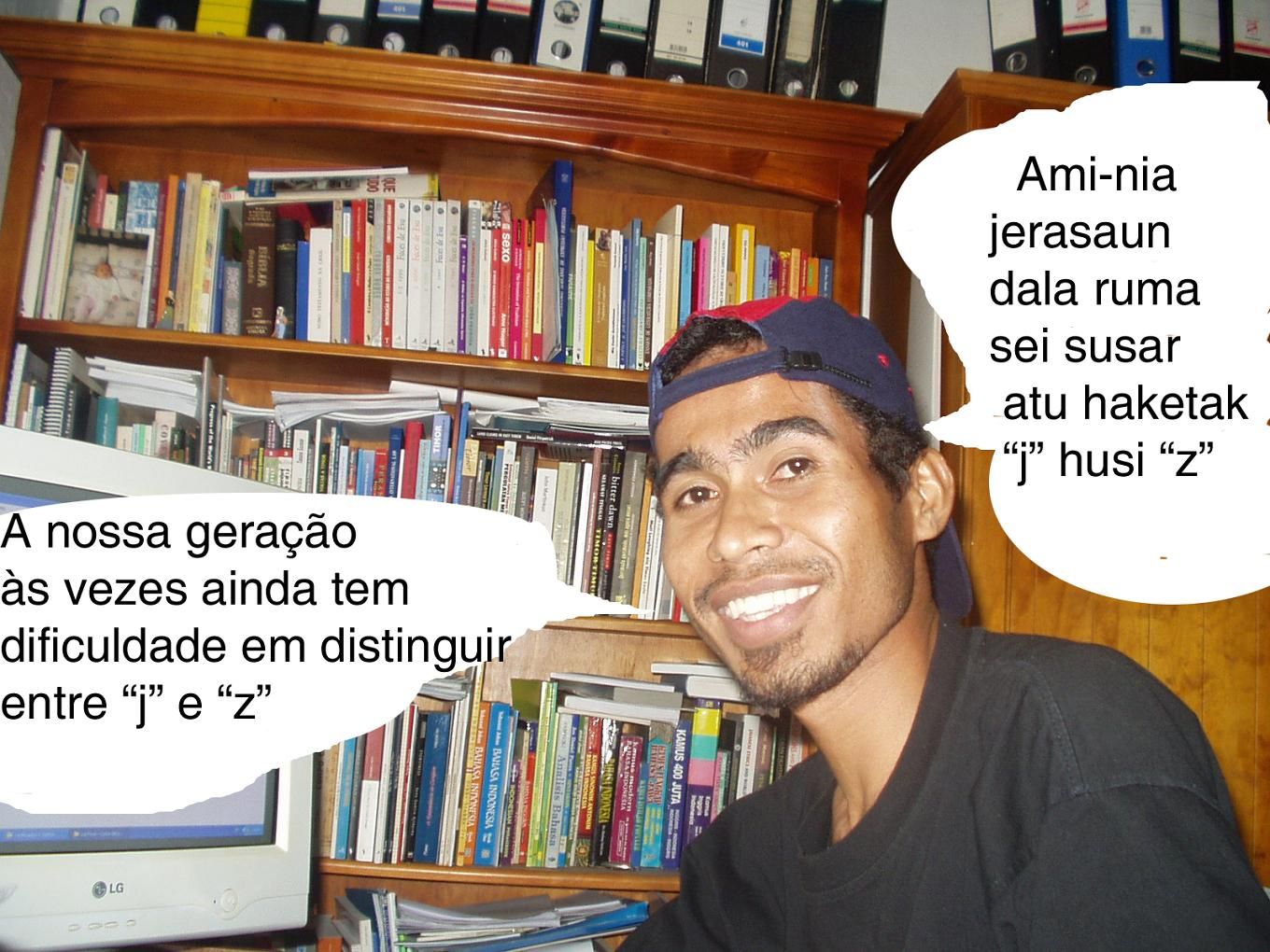
тетум (праворуч) і португальський (ліворуч). З підручника португальської мови для мовців на тетум.

### Фонетика і фонологія
Звук [z] не є споконвічним у тетумі, проте зустрічається в багатьох запозиченнях з португальської і малайської. Раніше цей звук часто переходив у [ʒ] й писався як «j», наприклад meja «стіл» з португальської mesa, і kemeja «сорочка» з португальської camisa. У сучасному тетумі [z] і [ʒ] варіативні.
Наприклад, слово португальського походження ezemplu «приклад» вимовляється деяким як [eʒemplu] і навпаки, слово Janeiru «січень» вимовляється як [zaneiru]. Звук [v] також не є споконвічним у мові і часто переходить у [b], як у serbisu «робота» з португальської serviço.

### Морфологія

#### Іменник
Іменники, утворені з дієслів або прикметників, як правило, утворюються шляхом додавання афіксів, наприклад суфікса -na'in, аналогічного англійському суфіксу «-er».
hakerek — «писати»
hakerek-na'in — «письменник»
У традиційніших формах тетуму замість -na 'in використовується циркумфікс ma(k)- -k. Наприклад, іменник «грішник» може бути утворене з слова sala як maksalak або sala-na'in. Префікс ma(k)- використовується у випадку, якщо кореневе слово закінчується на приголосну, наприклад іменник «кухар» може бути зроблено зі слова te'in як makte'in або як te'in-na'in.
Суфікс -teen (від слова «бруд» або «екскременти») може застосовуватися з прикметниками для утворення зневажливих термінів:
bosok — «помилковий»
bosok-teen — «брехун»

#### Визначеність
У тетумі є невизначений артикль ida («один»), який використовується після іменників:
Labarik ida — дитина (взагалі).
Визначеного артикля немає, хоча вказівний займенник ida-ne'e («саме цей») може бути використано для вираження визначеності:
Labarik ida-ne'e. — Ця дитина, певна дитина.
Labarik ida-ne'ebá. — Та дитина, певна дитина.

#### Присвійний і родовий відмінки
Частка nia утворює присвійний відмінок:
João nia uma — «Будинок Хуана»
Cristina nia livru — «Книга Христини»
Родовий відмінок утворюється за допомогою nian, наприклад:
povu Timór Lorosa'e nian — «народ Східного Тимора»

##### Число
Зазвичай множина іменників не позначається, проте при необхідності множинність може виражатися словом sira «вони»:
fetu — «жінка / жінки»: fetu sira — «жінки»
У іменників португальського походження зберігається закінчення -(e)s:
Estadus Unidus — «Сполучені Штати» (з Estados Unidos)
Nasoens Unidas — «Об'єднані нації» (з Nações Unidas)

##### Рід
У тетумі немає окремих чоловічих і жіночих форм третьої особи однини, тому nia (подібно з dia в індонезійській і малайській мовами) може означати «він», «вона» або «воно».
Різні форми для родів зустрічаються тільки у прикметниках португальського походження, тому obrigadu («спасибі») використовується чоловіками, а obrigada — жінками.
Чоловіча та жіноча форми прикметників, що походять з португальської мови, іноді використовуються з португальськими запозиченнями, особливо носіями мови, які отримали португальське освіту.
Governu demokrátiku — демократичний уряд (з governo democrático, чоловічий рід)
nasaun demokrátika — демократична нація (з nação democrática, жіночий рід)
У деяких випадках різні форми роду в португальських запозиченнях мають різне значення, наприклад:
bonitu — красивий, статний
bonita — милий, чарівний
У споконвічних словах тетуму для розрізнення статі іноді використовується суфікс -mane («чоловічий») і -feto («жіночий»):
oan-mane — син
oan-feto — дочка

#### Прикметники
Щоб утворити прикметник з іменника, до нього додається частка oan:
malae — «іноземець»
malae-oan — «Іноземний»
Таким чином, «Тиморський» буде Timor-oan.
Для утворення прикметників з дієслова може додаватися суфікс -dór (португальського походження):
hateten — «говорити»
hatetendór — «балакучий»

##### Ступені порівняння
Вищий ступінь порівняння прикметників утворюється шляхом подвоєння:
barak (багато) — babarak (дуже багато)
boot (великий) — boboot (величезний)
di'ak (хороший) — didi'ak (дуже хороший)
ikus (останній) — ikuikus (найостанніший)
moos (чистий) — momoos (бездоганно чистий)
При утворенні вищого ступеня прикметників використовується слово liu («більше»), після якого йде duké(«ніж» з
португальського do que):
Maria tuan liu duké Ana — «Марія старша ніж Анна»
Щоб описати щось як найбільше або найменше, додається hotu («все»):
Maria tuan liu hotu — «Марія найстарша.»

#### Інклюзивне і ексклюзивне «ми»
Як і інші індонезійські мови, тетум має дві форми для «ми»: ami (еквівалентна індонезійському і малайському kami) яка є ексклюзивною — «я і вони», — і ita (еквівалентна індонезійському і малайському kita), яка є інклюзивною, наприклад «ти, я і вони».
Ami-nia karreta — «наша (сім'ї) машина»
ita-nia rain — «наша країна»

#### Числівники
- ida — «один»
- rua — «два»
- tolu — «три»
- haat — «чотири»
- lima — «п'ять»
- neen — «шість»
- hitu — «сім»
- ualu — «вісім»
- sia — «дев'ять»
- sanulu — «десять»
- ruanulu — «двадцять»

Ті, що говорять на тетумі, часто використовують замість власних числівників індонезійські або португальські, наприклад delapan або oito «вісім» замість ualu. Особливо це стосується чисел більше тисячі.

#### Дієслово
Перехідні дієслова утворюються шляхом додавання префікса ha- або hak- до іменника або прикметника:
been «рідина» → habeen «робити рідким», «плавити»
bulak «божевільний» → habulak «звести з розуму»
klibur «союз» → haklibur «об'єднувати»
mahon «тінь» → hamahon «затінювати», «прикривати»
manas «гарячий» → hamanas «нагрівати»
Неперехідні дієслова утворюються додаванням до іменника або прикметника префікса na- або nak-:
nabeen — «стати рідким, розплавитися»
nabulak — «зійти з розуму»
naklibur — «бути об'єднаним»
namahon — «бути покритим, затіненим»
namanas — «нагрітися»

##### Бути і не бути
Не існує спеціального дієслова для «бути», хоча слово la'ós, яке використовується для заперечення, можна перекласти як «не бути»:
Timor-oan sira la'ós Indonézia-oan. — «Тиморці це НЕ індонезійці.»
Слово maka приблизно перекладається як «який є» і використовується з прикметником для підсилення:
João maka gosta serveja. — «Це той Хуан, який любить пиво.»

##### Інтеррогатив
Інтеррогатив утворюється при використанні слів ka («чи») або ka lae («чи ні»).
O bulak ka? — «Ти з глузду з'їхав?»
O gosta ha'u ka lae? — «Я тобі не подобаюся?»

##### Часи

###### Минуле
Де тільки можливо, минулий час мається на увазі в контексті, наприклад:
Horisehik ha'u han etu — «Вчора я їв рис».
Однак він може виражатися розташованим у кінці речення прислівником ona («вже»):
Ha'u han etu ona- «Я (вже) з'їв рис».
Коли ona поєднується з la («ні») це означає «більше не» чи «вже не», а не просте заперечення в минулому часі:
Ha'u la han etu ona — «Я більше не їм рис».
Щоб показати, що дія ще не відбулася, використовується слово seidauk («поки ні»):
Ha'u seidauk han etu — «Я (поки що) не їв рис».
Коли мова йде про дію, яка відбулася в минулому, з дієсловом використовується слово tiha («врешті»):
Ha'u han tiha etu — «Я їв рис».

###### Майбутнє
Майбутній час утворюється додаванням перед дієсловом слова sei («буде»)
Ami sei oho fahi. — Ми заб'ємо свиню.

##### Вид дієслова

###### Доконаний
Доконаний вид дієслова утворюється при використанні tiha ona.
Ha'u han etu tiha ona — «Я з'їв рис».
При запереченні tiha ona вказує на припинення дії:
Ha'u la han etu tiha ona — «Я більше не їв рис».
Щоб показати, що дії в минулому не сталося, використовується слово ladauk («ще ні» або «ніколи»):
Ha'u ladauk han etu — «Я не їв рис» / «Я не з'їв рис».

###### Континуатив
Континуатив утворюється додаванням після дієслова слова hela («залишатися»):
Sira serbisu hela. — Вони (все ще) працюють.

###### Імператив
Наказовий спосіб утворюється додаванням в кінці речення слова ba («йди»), наприклад:
Lee surat ba! — «Прочитай лист!»
Слово lai («тільки» або «трохи») також може використовуватися для прохання, а не наказу:
Lee surat lai. — «Просто прочитай листа.»
Для заборони дії використовуються слова labele («не можна») або keta («не роби»):
Labele fuma iha ne'e! — «Не кури тут!»
Keta oho sira! — «Не вбивай їх!»

#### Прислівники
Прислівники утворюються з прикметників або іменників шляхом подвоєння:
di'ak (хороший) -didi'ak (Добре)
foun (новий, недавній) — foufoun (недавно)
kalan (ніч) — kalakalan (вночі)
lais (швидкий) — lailais (швидко)
loron (день) — loroloron (щодня)

### Лексика

#### Споконвічна
Східний Тимор на тетумі буде Timor Lorosa'e, що означає «Тимор висхідного сонця» або менш поетично — «Східний Тимор».
Lorosa'e утворене зі слів loro «сонце» і sa'e «сходити, підніматися». Іменник «слово» буде liafuan від lia «голос» і fuan «плід».
Ще деякі слова на тетумі:
- aas — «високий»
- aat — «поганий»
- been — «вода»
- belun — «друг»
- boot  — «великий»
- di'ak — «хороший»
- domin — «любов»
- ema — «людина, люди»
- fatin — «місце»
- feto — «жінка»
- foho — «гора»
- fuan — «плід»
- funu — «війна»
- han — «їжа»
- hemu — «напій»
- hotu — «всі»
- ida — «Один»
- ki'ik — «маленький»
- kraik — «низький»
- labarik — «дитина»
- lafaek — «крокодил»
- lais — «швидкий»
- lalenok — «дзеркало»
- laran — «всередині»
- lia — «мова»
- liafuan — «слово» (з lian  — голос і fuan — плід)
- lian — «голос», «мова»
- loos — «правильний»
- lulik — «священний»
- mane — «чоловік»
- maromak — «бог»
- moris — «Життя»
- rain — «країна»
- tasi — «море»
- tebes — «дуже»
- teen — «бруд»
- toos — «важкий»
- uluk — «перший»
- ulun — «голова»

#### Португальські запозичення
Слова португальського походження:
- adeus — «до побачення»
- ajuda — «допомога»
- aprende — «учити», з aprender
- demais — «занадто багато»
- Desizaun — «рішення», з decisão
- edukasaun — «освіта», з educação
- entaun — «добре», з então
- eskola — «школа», з escola
- governu — «уряд», з governo
- igreja — «церква»
- istória — «історія», з história
- keiju — «сир», з queijo
- komprende — «розуміти», з compreender
- menus — «менше», з menos
- obrigadu/a — «спасибі», з obrigado/a
- Paun — «хліб», з pão
- povu — «люди», з povo
- profesór — «учитель», з professor
- relijiaun — «релігія», з religião
- semana — «тиждень»
- serbisu — «робота», з serviço
- serveja — «пиво», з cerveja
- tenke — «бути належним», з tem que
- xefe — «шеф-кухар», з chefe

#### Малайські запозичення
Слова малайського походження:
- atus — «сто», з ratus
- barak — «багато», з banyak
- bele — «могти», з  boleh
- besi — «залізо», з besi
- malae — «іноземець», з melayu «малаєць»
- manas — «гарячий», з panas
- rihun — «тисяча», з ribu
- sala — «неправильно», з salah
- tulun — «допомога», з tolong
- uma — «будинок», з rumah

#### Деякі фрази
- Bondia — «Доброго ранку» (з португальського Bom dia).
- Di'ak ka lae? — «Як справи?» (Дослівно «Ви в порядку чи ні?»)
- Ha'u di'ak — «Все добре.»
- Obrigadu / Obrigada — «Спасибі», чоловічий / жіночий варіант (з португальського Obrigado / Obrigada).
- Ita bele ko'alia Tetun? — «Ви говорите на тетумі?»
- Loos — «Так.»
- Lae — «Ні.»
- Ha'u '[la] komprende — «Я (не) розумію» (з португальського compreender).